# Tasos Katsambis
Tasos Katsambis (gr.: Τάσος Κατσαμπής; ur. 30 lipca 1973 w Atenach) – grecki piłkarz występujący na pozycji obrońcy.

## Kariera klubowa
Katsambis karierę rozpoczynał w 1993 roku w trzecioligowym Acharnaikosie. W 1994 roku przeszedł do pierwszoligowego Panioniosu. W lidze zadebiutował 11 września 1994 w wygranym 2:1 meczu z Larisą. W sezonie 1995/1996 wraz z zespołem spadł do drugiej ligi, ale w kolejnym awansował z nim z powrotem do pierwszej. W sezonie 1997/1998 zdobył z klubem Puchar Grecji.
W 1999 roku Katsambis odszedł do także pierwszoligowego PAOK-u. W sezonie 2000/2001 triumfował z nim w rozgrywkach Pucharu Grecji. W rozgrywkach ligowych wraz z PAOK-iem, dwukrotnie zajął 4. miejsce (2001, 2002). W 2002 roku przeszedł do innego zespołu z Salonik – Iraklisu, również występującego w pierwszej lidze. Grał tam do końca swojej kariery w 2011 roku.

## Kariera reprezentacyjna
W reprezentacji Grecji Katsambis zadebiutował 5 lutego 1999 w wygranym 1:0 towarzyskim meczu z Belgią, a 18 sierpnia 1999 w wygranym 3:1 towarzyskim pojedynku z Salwadorem strzelił swojego jedynego gola w kadrze. W latach 1999–2002 w drużynie narodowej rozegrał 9 spotkań.